# Bouchon de tir à blanc
Pour les articles homonymes, voir BTB.

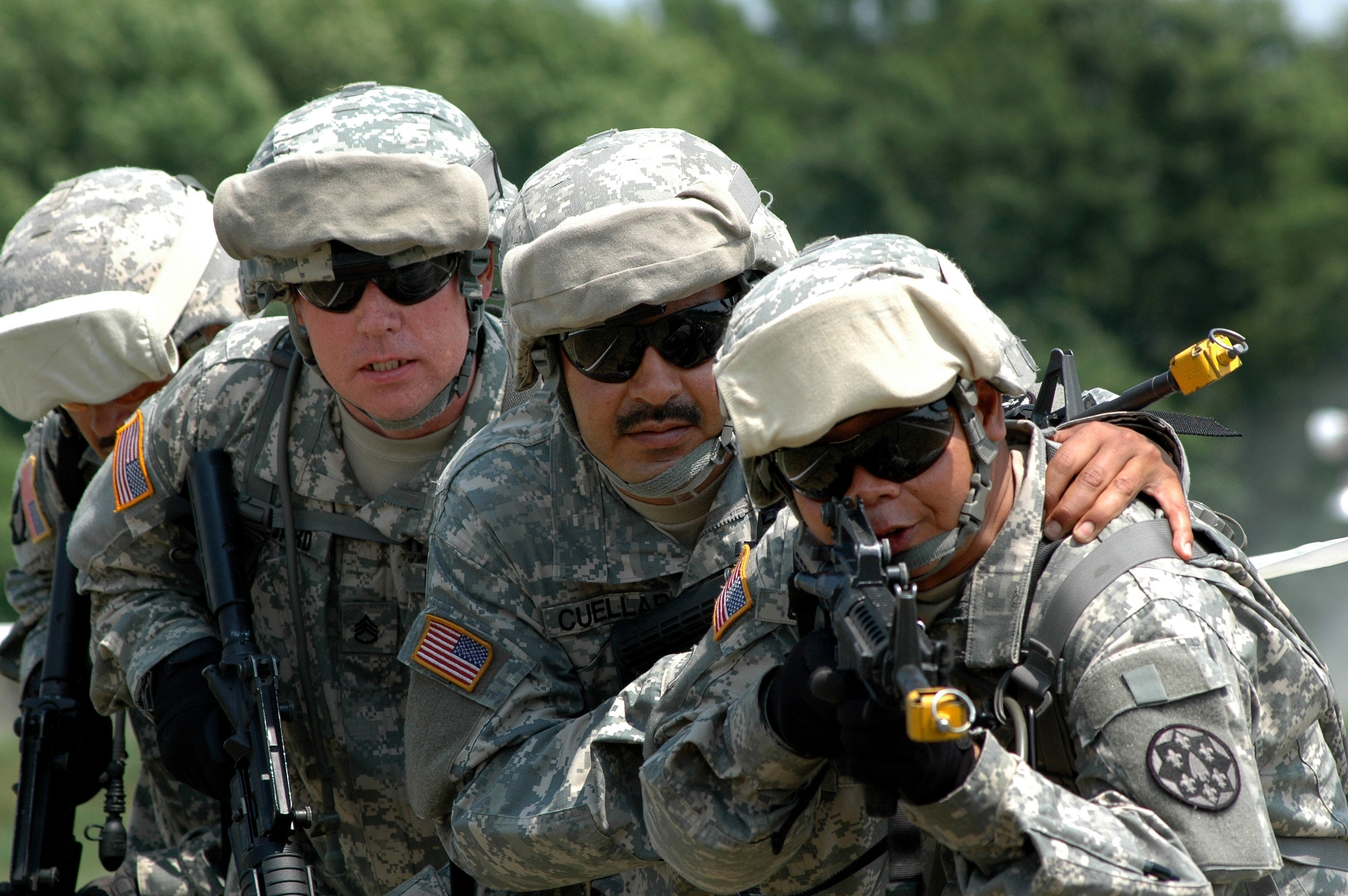
Militaires à l'entrainement utilisant des fusils d'assaut munis de bouchons de tir à blanc (jaune clair).

Un bouchon de tir à blanc, abrégé BTB, est un dispositif utilisé en conjonction avec des cartouches à blanc. 
Il est également appelé appareil de tir à blanc (ATB), notamment en Belgique et blank firing attacher (BFA) aux USA. Visuellement, à des fins d'identification de son montage sur l'arme, il est, dans les pays OTAN, peint soit en rouge soit en jaune.
- Ces dispositifs sont nécessaires pour la plupart des armes à réarmement automatique lors de l'utilisation de cartouche à blanc. Ils peuvent être aussi un système de sécurité dans le cas où une balle est tirée par erreur, une majorité de l'énergie étant dépensée au passage du dispositif, réduisant la portée et les dégâts infligés. Ils peuvent aussi dévier les gaz de tir, réduisant les risques de blessure sur une cible lors d'un tir[1].

- Un dispositif bouchon de tir à blanc se fixe sur l'extrémité du canon ou sur le cache-flammes soit par serrage extérieur, soit par vissage (notamment à l'intérieur de certains cache-flammes ou sur le canon) et possèdent un évent permettant l'évacuation des gaz. De nos jours, des fabricants présentent des familles d'armes (famille HK416 et HK417, famille SCAR-L et SCAR-H, …) avec différentes longueurs de canon et différents calibres (exemple : 5.56 OTAN et 7.62 OTAN), le dispositif  bouchon de tir à blanc de ces armes sont esthétiquement similaires mais se distinguent par le diamètre de leur évent et aux éventuels marquages d'identification apposés par le constructeur. Pour le bon fonctionnement de l'arme et la sécurité du personnel, il est important de veiller à utiliser le bouchon ad-hoc et de ne pas obstruer l'évent
- D'origine l'évent était placé sur l'avant du dispositif bouchon de tir à blanc, de nos jours ont voit cet évent se déplacer latéralement afin de ne pas déforcer bouchon de tir à blanc et garantir au mieux l'arrêt d'une balle réelle tirée par erreur. En parallèle et dans le but d'augmenter la sécurité lors des exercices, on voit apparaitre des systèmes discriminant afin d'empêcher de chambrer une cartouche réelle lors du tir à blanc. Le principe est de réduire la dimension de l'emplacement des munitions soit sous forme de chargeurs spécifiques soit sous forme d'une pièce se plaçant sur le couloir d'alimentation des armes alimentées par bande.

## Fonctionnement
Le design d'un bouchon de tir à blanc dépend de l'usage. Différents modèles étant utilisés en fonction du mécanisme de l'arme et des besoins de l'utilisateur. Dans l'armée, le BTB est rendu évident de façon qu'il soit vu lorsque assemblé et en addition dans son rôle de fonctionnement de l'arme, il peut bloquer les débris du tir d'une cartouche à blanc, ces débris pouvant blesser les personnes alentour. En revanche, dans le monde du cinéma, il est important de garder aux yeux du public l'illusion du tir de vraies munitions, ceci étant souvent réalisé par le remplacement du canon par un autre au diamètre réduit à la sortie de la chambre.

### Dans les armes à emprunt de gaz
Les BTB dans les armes opérées par emprunt de gaz sont assez simples. Ces armes se reposent sur la pression générée par la combustion de la charge propulsive pour faire reculer la culasse, permettant le chambrage et le tir d'une autre cartouche. Le problème est que dans une cartouche à blanc, il n'y a pas de balle pour sceller le canon et les gaz s'échappent du canon sans générer assez de pression pour opérer l'arme.
À noter que ce principe s'applique également sur certaines armes à culasse non calée de type Blow-back. (exemple : FN P90)
Un BTB peut être conçu de différentes manières :
- sous forme de bouchon en forme de boulon en acier filetté, il se visse à la bouche d'un canon fileté en remplaçant soit une bague de protection du filet (exemple : SAFN 49), le cache-flammes (exemple : FN MAG).
- sous forme de tige filetée surmontée d'une molette, il se visse dans le cache-flammes (exemples : FN FALO et FN FAL à canon avec cache-flammes, FN FNC, FN MINIMI à canon court, …).
- sous forme de cloche contenant une tige filetée surmontée d'une molette, il se serre à l'extérieur de cache-flammes via sa cloche. (exemples : HK416, FN SCAR, FN MINIMI à canon long, FN P90, M16, …).
- sous forme d'embout à cloche se serrant sur la face avant de la bouche du canon et un point d'appui tel que le tenon de baïonnette (exemple : FN FAL à canon sans cache-flammes).

Un évent est présent dans le BTB pour permettre à une partie des gaz de s'échapper, il est déterminé en fonction du calibre, de la longueur du canon et de l'évent de la frette du canon afin de permettre de réguler les gaz nécessaires pour chambrer le coup suivant.
Un des soucis de l'usage des BTB dans ce genre d'armes est le volume de résidu de poudre qui se forme dans le canon. Puisque les gaz ne peuvent s'échapper que par un petit orifice, ils s'échappent plus lentement en comparaison au tir de munitions à balle et donc le canon s'encrasse plus vite. Une attention particulière doit être prise après le tir avec BTB pour éviter des dommages à l'arme et à l'opérateur dus à l'encrassement du canon.
Un autre souci de l'usage des BTB est le pic de pression qui se situe non pas au niveau de la chambre et du début des rayures (endroit le plus épais du canon) mais à l'extrémité du canon la ou les gaz à haute vitesse et température se retrouvent arrêtés partiellement par le BTB. 

### Dans les armes à court recul du canon
Comme les cartouches à blanc génèrent peu de recul, les mécanismes opérés par recul sont inappropriés pour l’usage avec des cartouches à blanc.
Les BTB utilisés avec ce genre d'armes remplacent en général le canon d'origine par un canon composé d'une chambre et d'un tube réduit, similaire au BTB décrit ci-dessus. A noter que ce principe s'applique également sur certaines armes à culasse non calée de type Blow-back. (exemple : Vigneron M2) 
Les pistolets à court recul du canon, le type le plus commun utilisé pour l'autodéfense ou par les forces de police, sont converties par le remplacement du canon. Ce second canon n'a pas les tenons de verrouillage pour bloquer la glissière au corps et possède un réglage pour réguler la pression interne. Sur les modèles à canon basculant (là encore, la majorité des design sont ainsi faits), il peut y avoir une provision pour faire basculer le canon, simulant le déblocage de la culasse. Ceci est visible dans le brevet n°5.585.589 listé plus bas.
Une exception notable pour les armes à recul sont les armes automatiques basées sur des design à court recul, tel que la Maschinengewehr 42 allemande et ses descendants. Ces designs utilisent un rehausseur de recul pour augmenter l’énergie des éléments mobiles et les freins de bouche pour ces designs simplement remplacent le réhausseur par un BTB qui permet une plus grande énergie avec des munitions à blanc. 

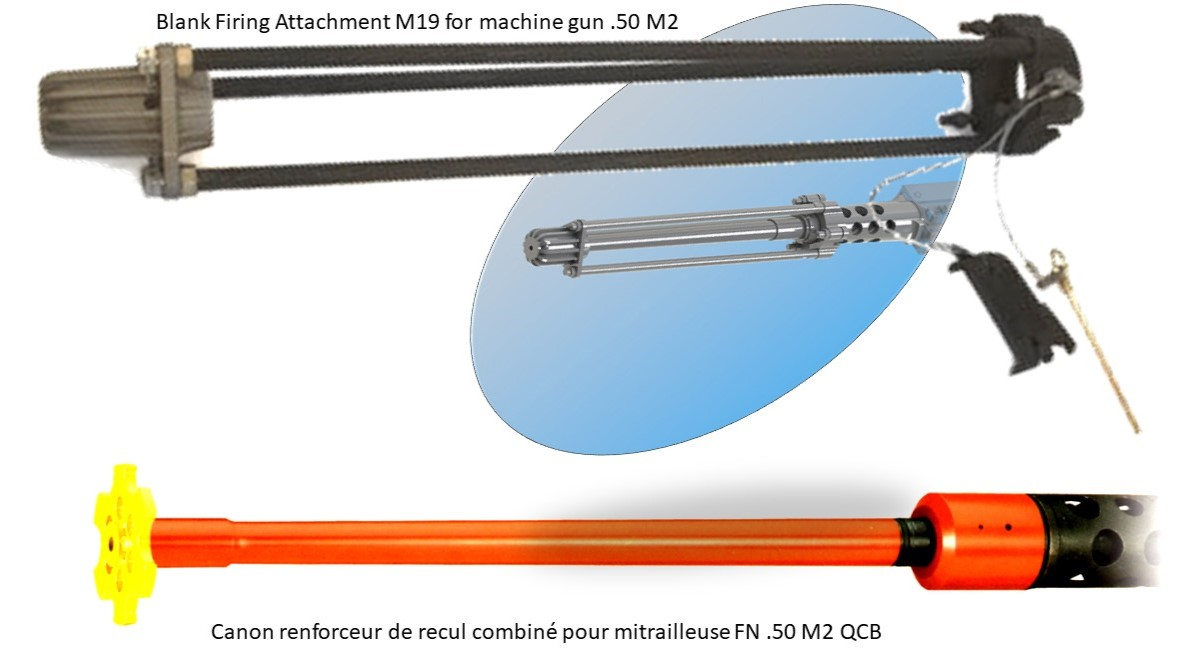
Systèmes de tir à blanc pour mitrailleuse Browning .50 M2

La mitrailleuse lourde Browning M2, utilise :
- soit un adaptateur spécifique permettant de conserver une pression suffisamment importante dans le canon pour actionner le mécanisme. Celui-ci est maintenu au bout du canon par trois tiges se fixant à sa base.
- soit un canon spécifique dédié au tir à blanc tel que le canon à renforceur de recul pour la FN Mi.50 M2HB-QCB